# Kościół Trójcy Świętej w Opawicy
Kościół Trójcy Świętej – rzymskokatolicki kościół parafialny należący do dekanatu Głubczyce diecezji opolskiej.

## Historia i wyposażenie
Obecna świątynia została zbudowana w latach 1701–1706 i ufundowana przez Leopolda Karola Siedlnickiego podskarbiego koronnego. Budowla została wzniesiona w stylu barokowym. Z wcześniejszej świątyni pod wezwaniem świętej Elżbiety zostały zachowane tylko krypty. W 1733 roku na sklepieniu nowo zbudowanej świątyni została namalowana polichromia. Jej autorem był Józef Mateusz Lasser. W 1759 roku budowla została częściowo spalona. Została odbudowana już rok później, w tym czasie od strony zachodniej została dostawiona wieża. Po połowie XVIII wieku zostało wykonane wyposażenie świątyni w stylu rokokowym głównie w pracowni nyskiego rzeźbiarza Józefa Hartmanna. Obrazy do ołtarzy głównego i bocznych zostały wykonane przez malarza Franckego z Ząbkowic Śląskich. Budowla została konsekrowana w 1786 roku.
Z powstałego w 2 połowie XVIII wieku wyposażenia świątyni najcenniejsza jest ambona wykonana w 1772 roku w formie łodzi i ozdobiona płaskorzeźbionymi postaciami rybaków trzymających sieć na koszu, z żaglem na baldachimie i palmą umieszczoną przy bramce schodów.

## Galeria

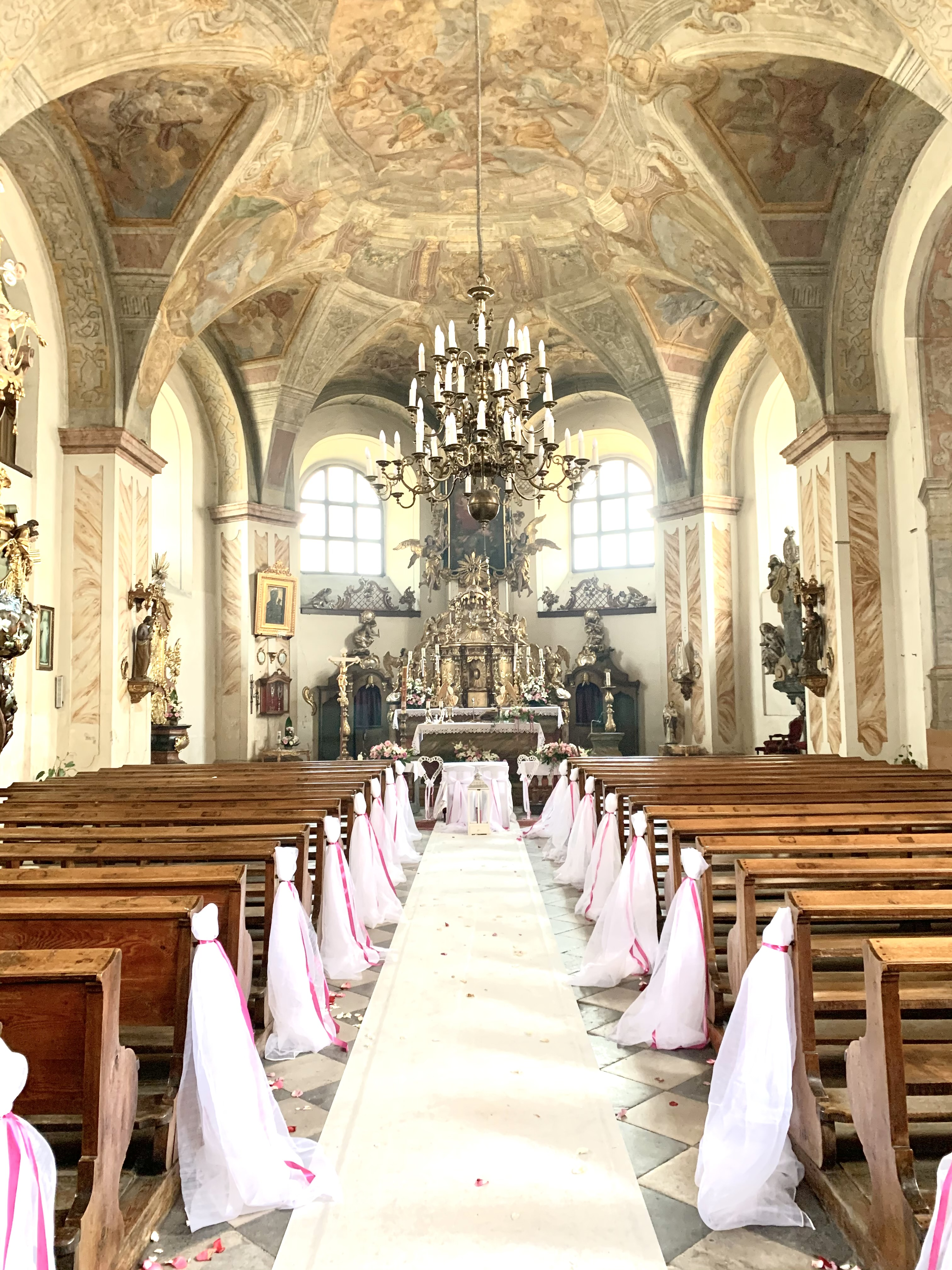
Nawa kościoła
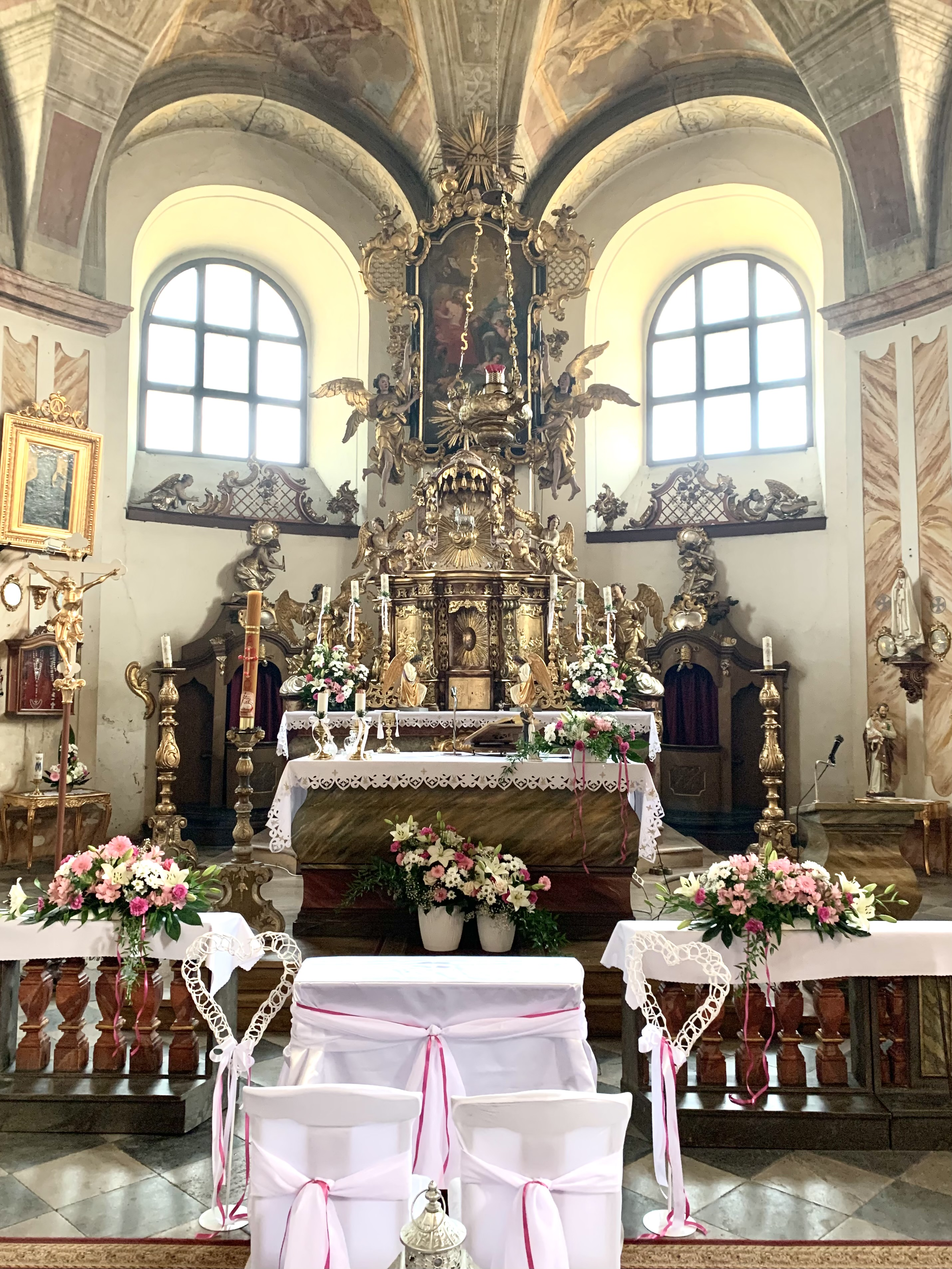
Prezbiterium
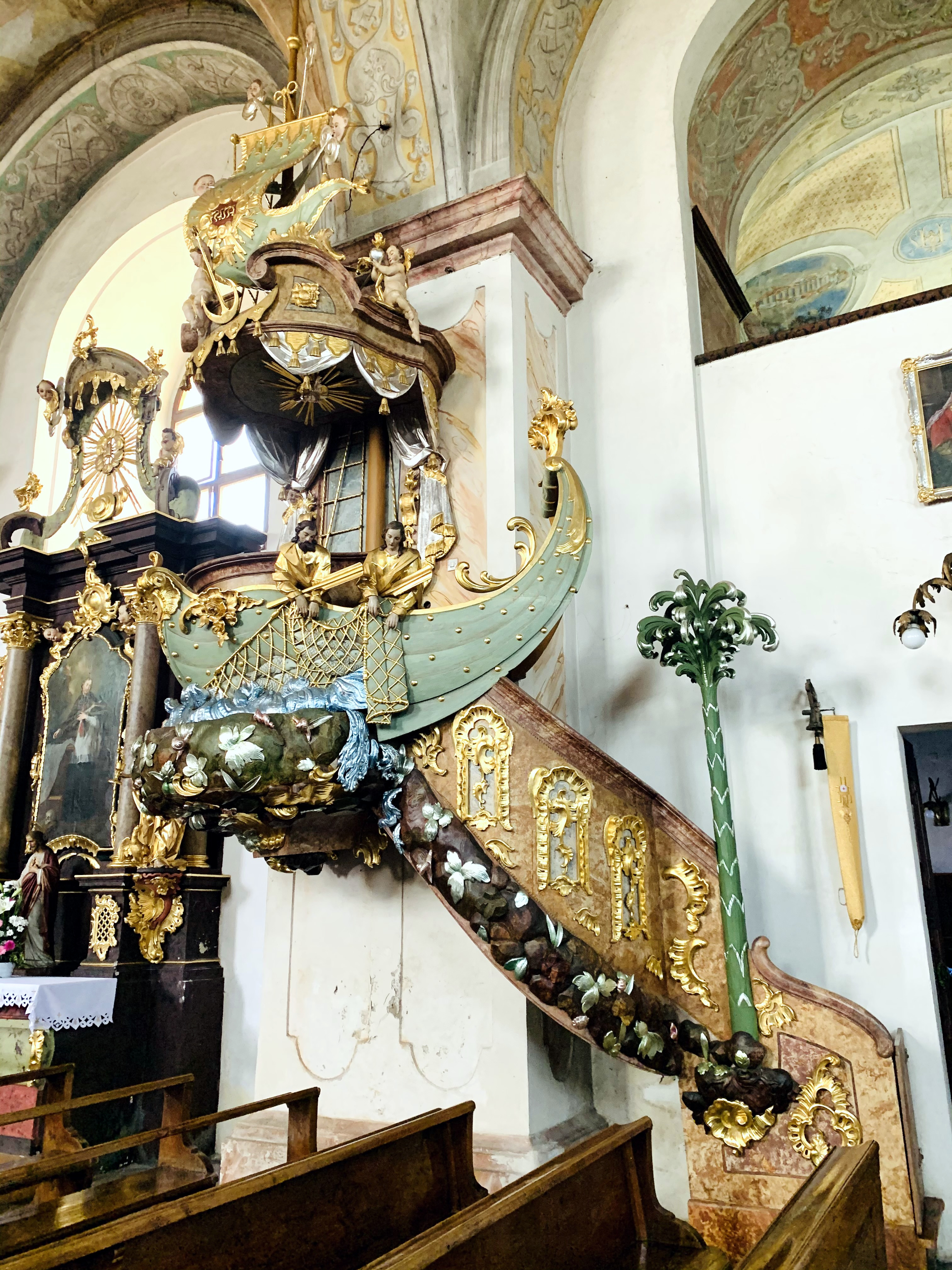
Ambona
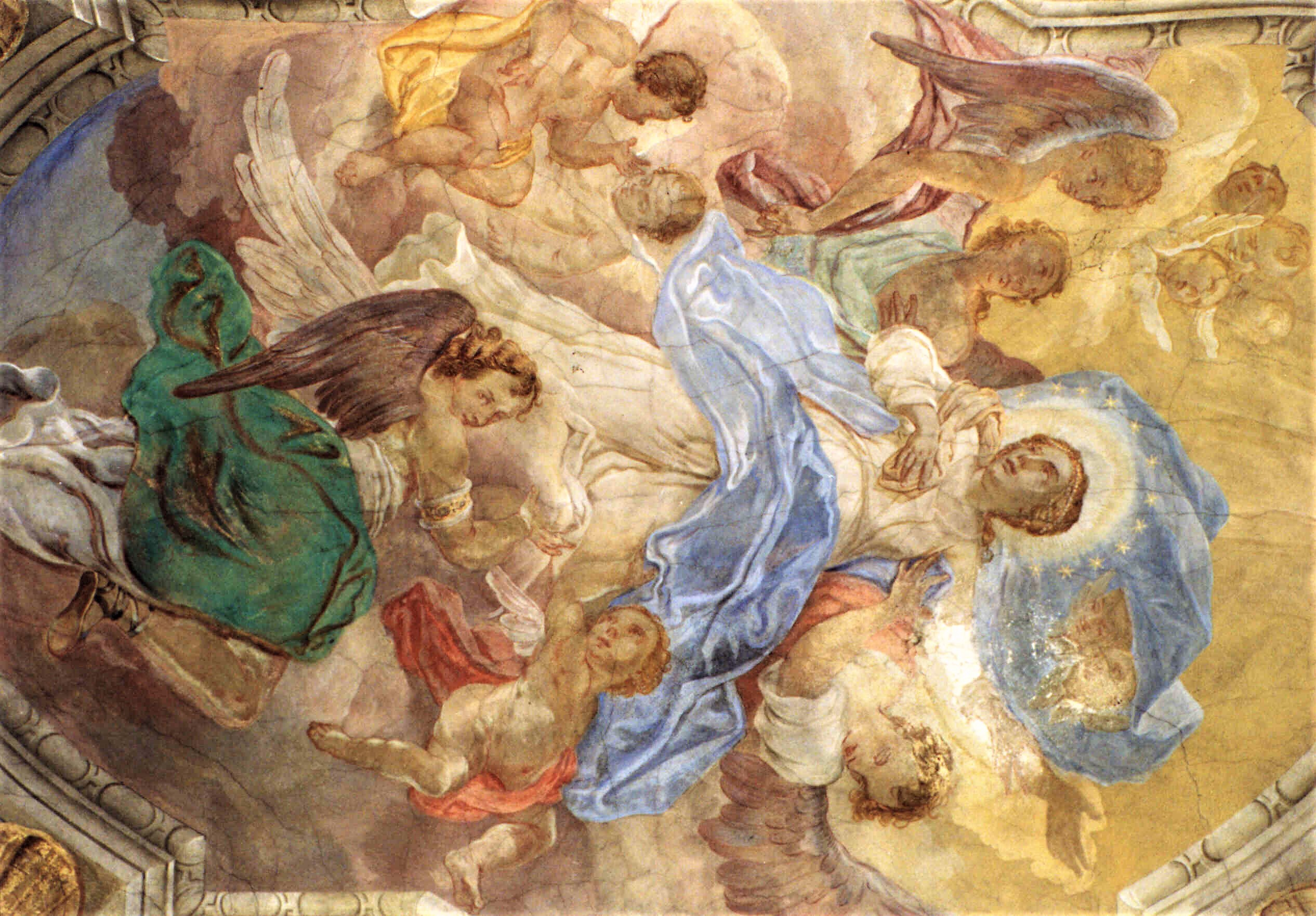
Freski na sklepieniu kościoła pw. Trójcy Świętej w Opawicy
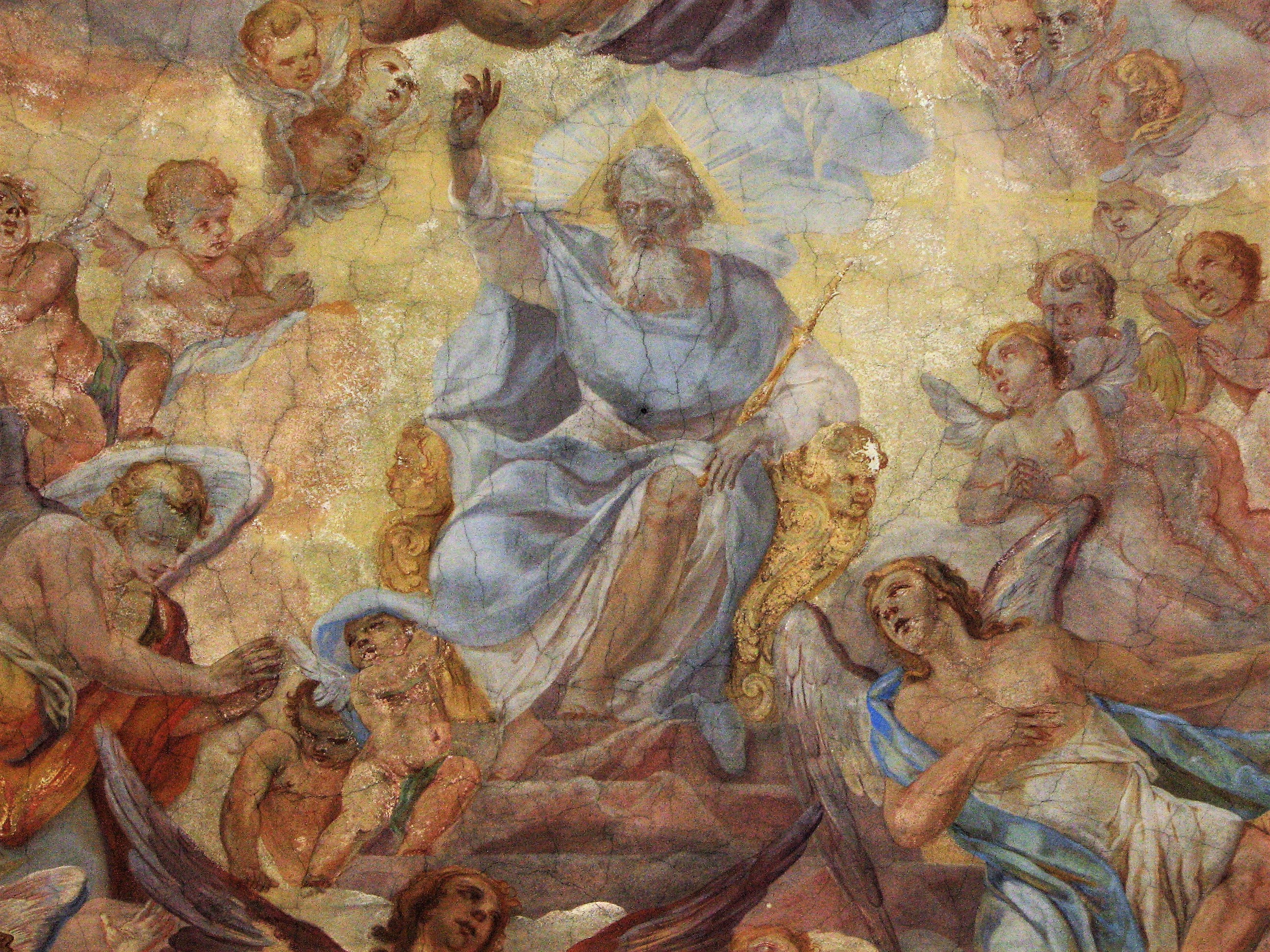
Freski na sklepieniu kościoła pw. Trójcy Świętej w Opawicy
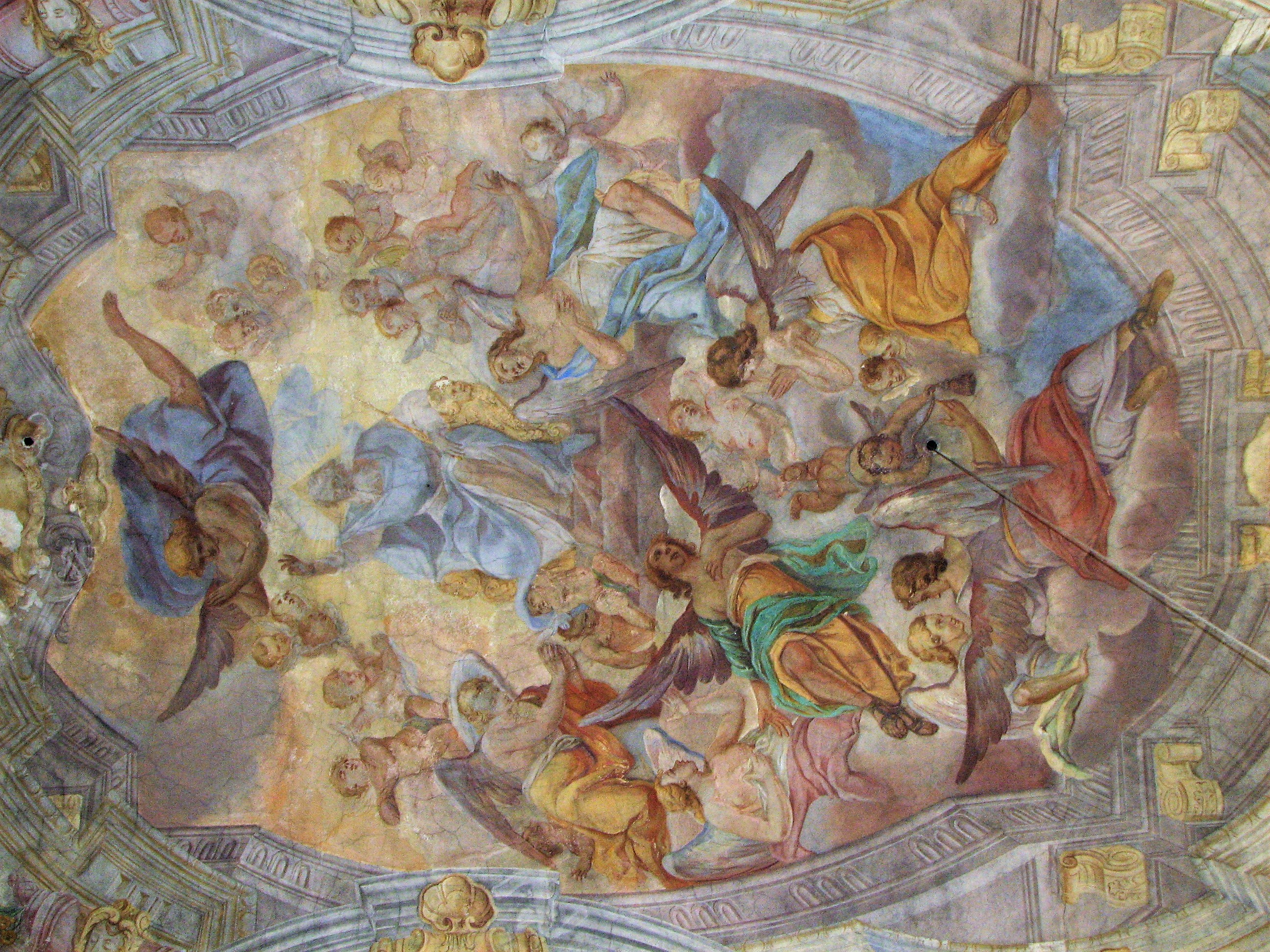
Freski na sklepieniu kościoła pw. Trójcy Świętej w Opawicy
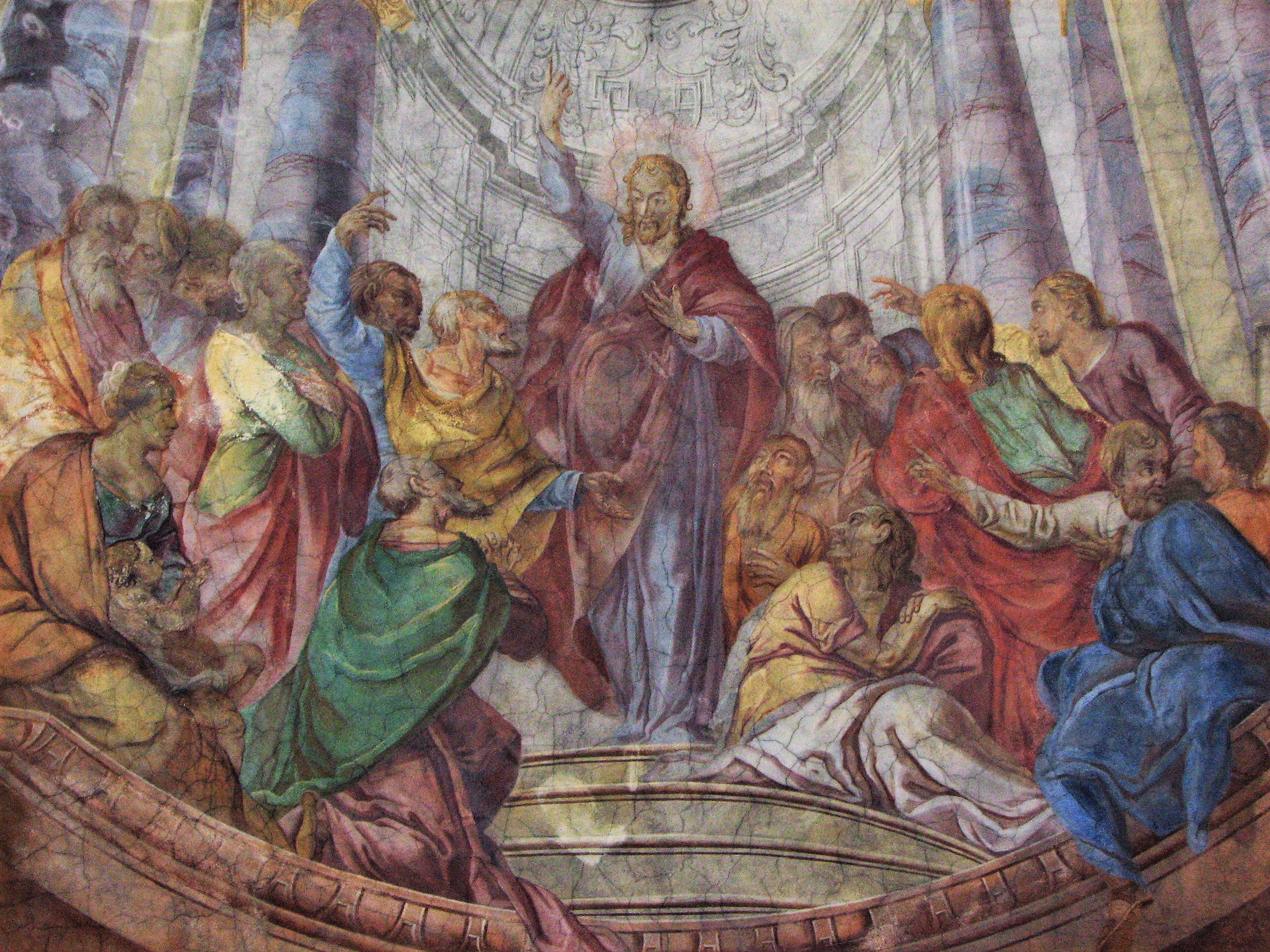
Freski na sklepieniu kościoła pw. Trójcy Świętej w Opawicy
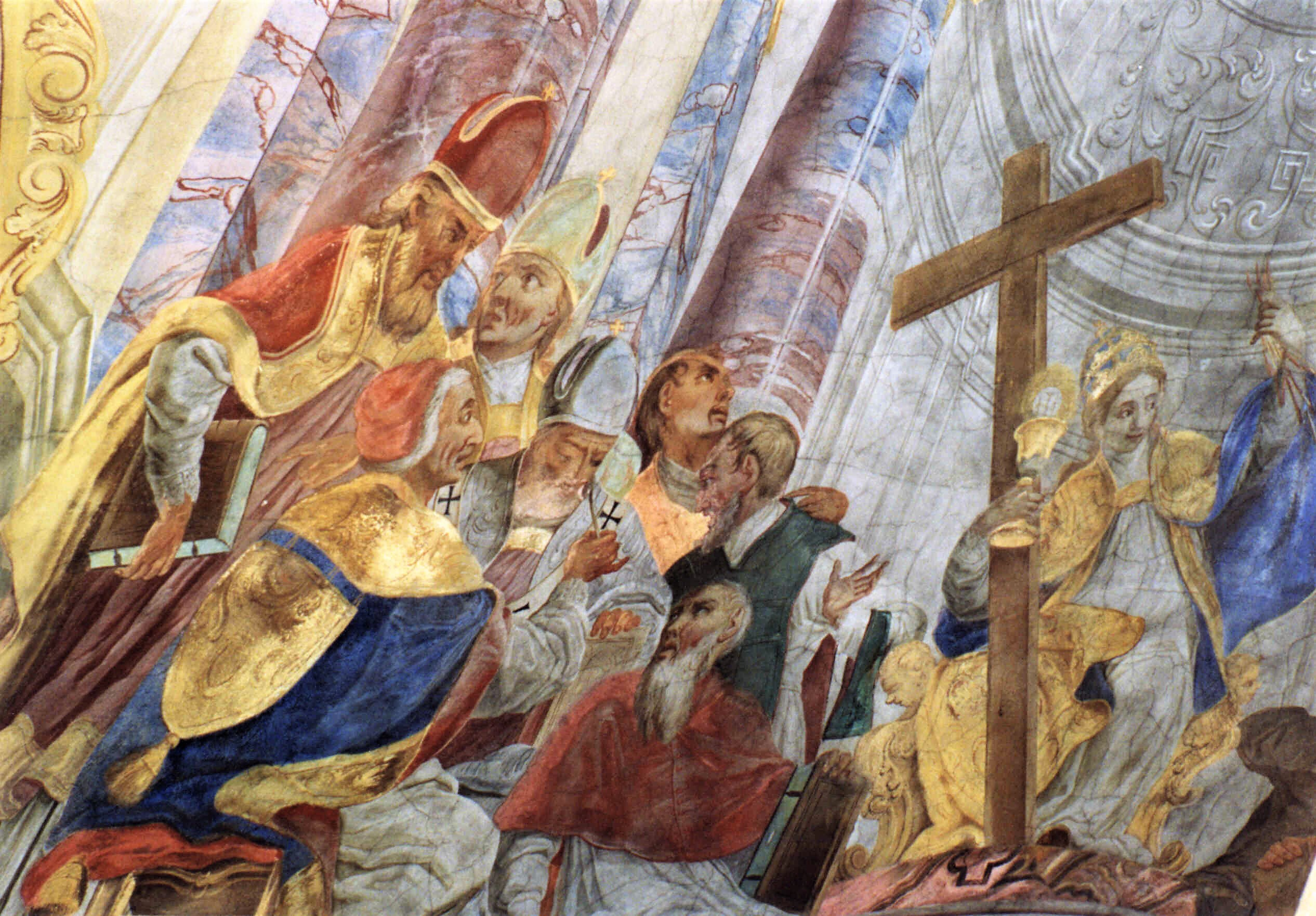
Freski na sklepieniu kościoła pw. Trójcy Świętej w Opawicy
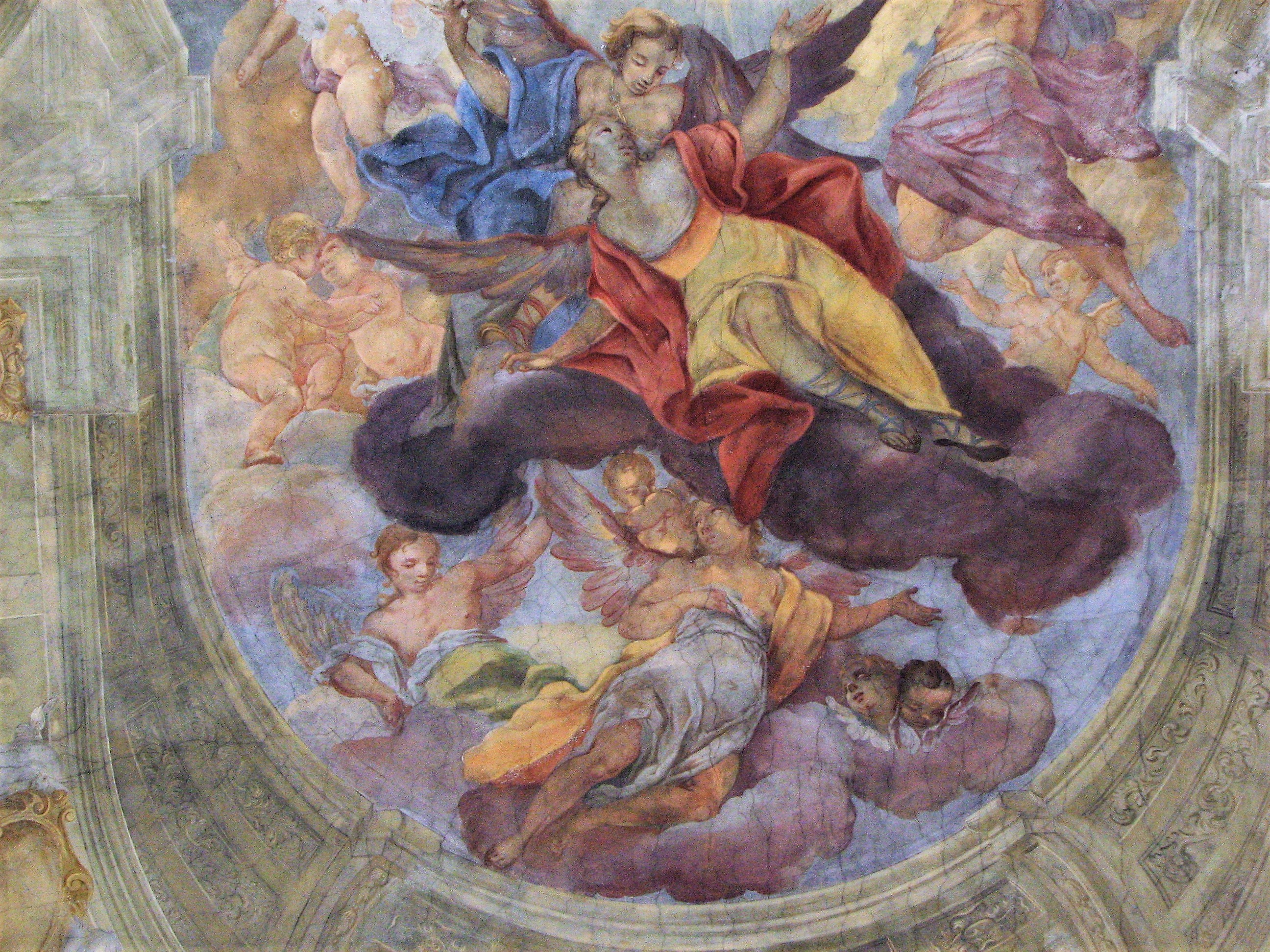
Freski na sklepieniu kościoła pw. Trójcy Świętej w Opawicy
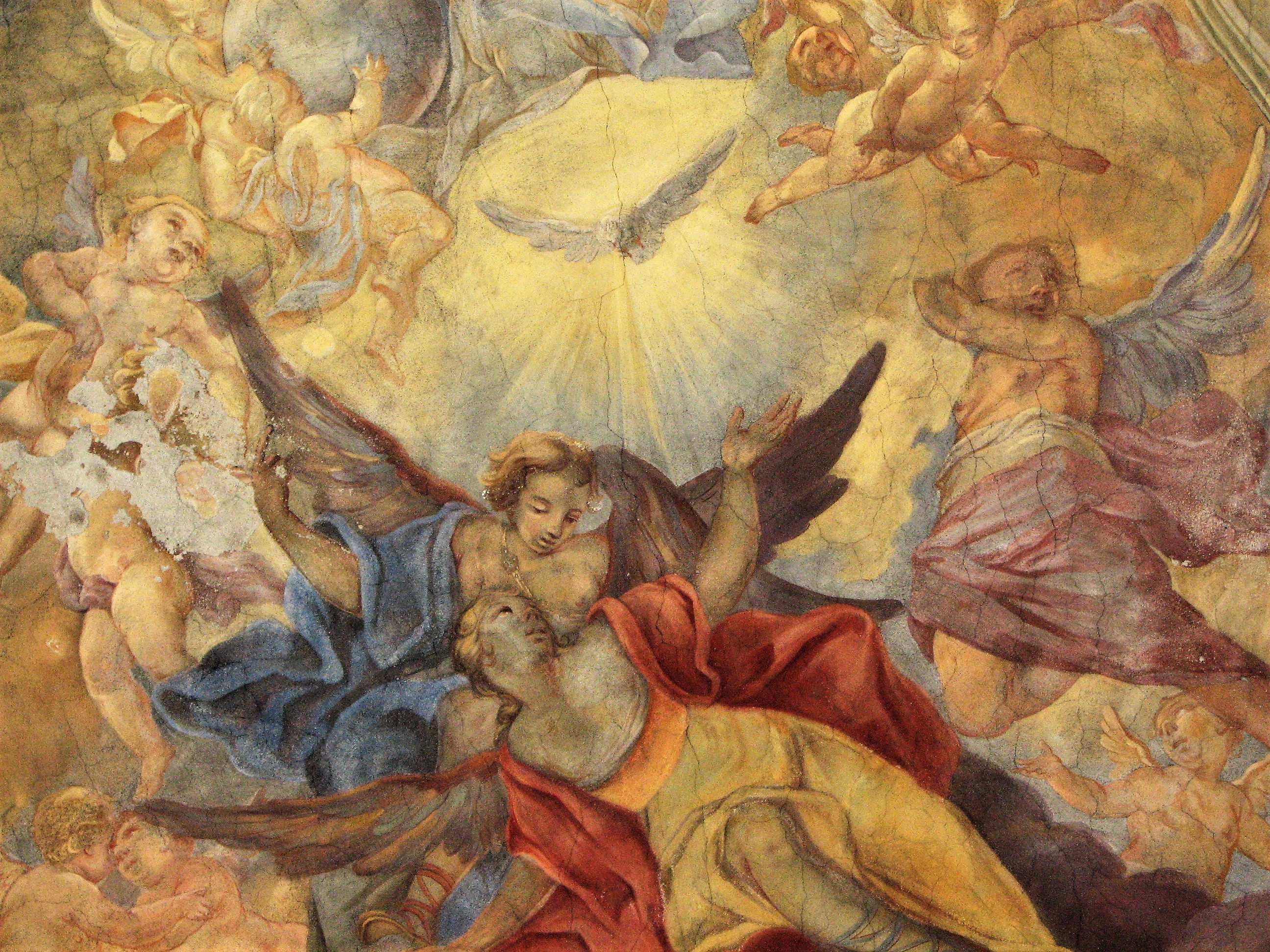
Freski na sklepieniu kościoła pw. Trójcy Świętej w Opawicy
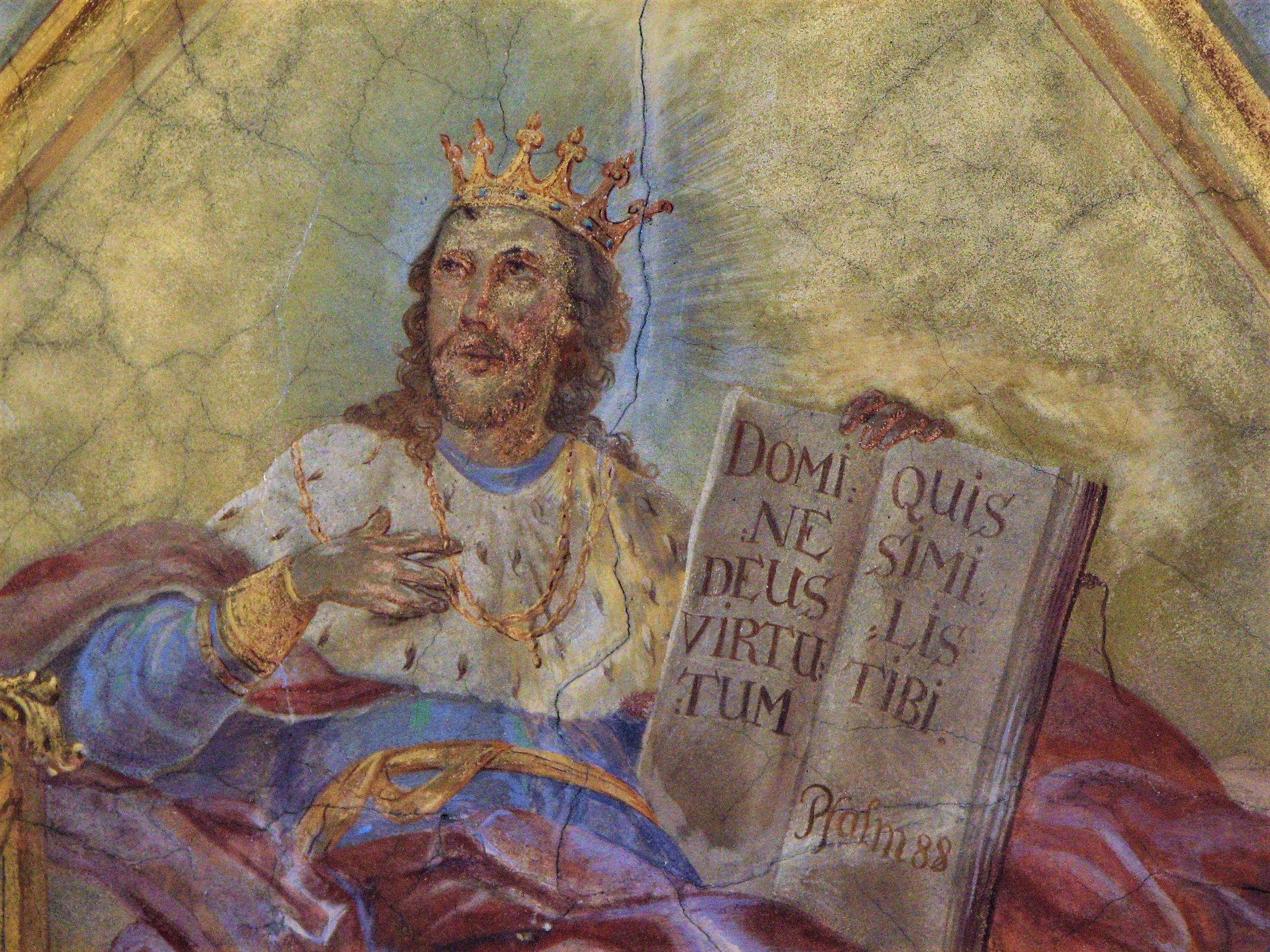
Freski na sklepieniu kościoła pw. Trójcy Świętej w Opawicy
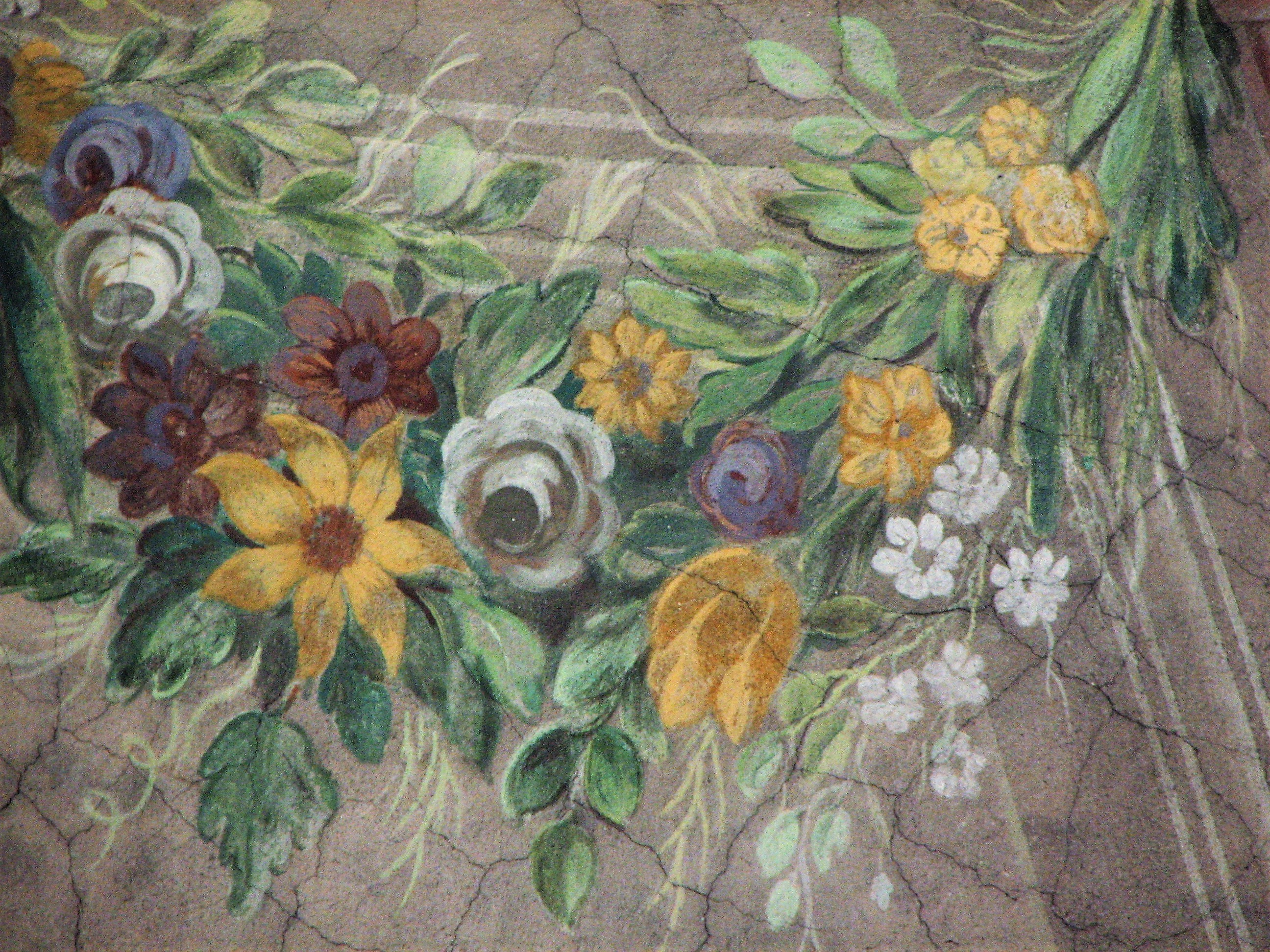
Freski na sklepieniu kościoła pw. Trójcy Świętej w Opawicy